# Kolonia Klocówka
Kolonia Klocówka (prononciation [kɔˈlɔɲa klɔˈt͡sufka]) est une localité de la gmina de Tarnawatka, du powiat de Tomaszów Lubelski, dans la voïvodie de Lublin, située dans l'est de la Pologne.
Elle se situe à environ 5 kilomètres au nord-ouest de Tarnawatka (siège de la gmina), 13 kilomètres au nord-ouest de Tomaszów Lubelski (siège du powiat) et 94 kilomètres au sud-est de Lublin (capitale de la voïvodie).

## Administration
De 1975 à 1998, le village était attaché administrativement à l'ancienne voïvodie de Zamość.

Depuis 1999, il fait partie de la nouvelle voïvodie de Lublin.